# John Caius
Pour les articles homonymes, voir Caius.
John Caius, né le 6 octobre 1510 à Norwich, décédé à Londres le 29 juillet 1573, est un médecin anglais. Il est le second fondateur du Collège Gonville et Caius à Cambridge. « Caius » est la version latinisée du mot anglais  « Kees » ou « Keys » (Clefs) et se prononce : /kiːz/.

## Sa jeunesse

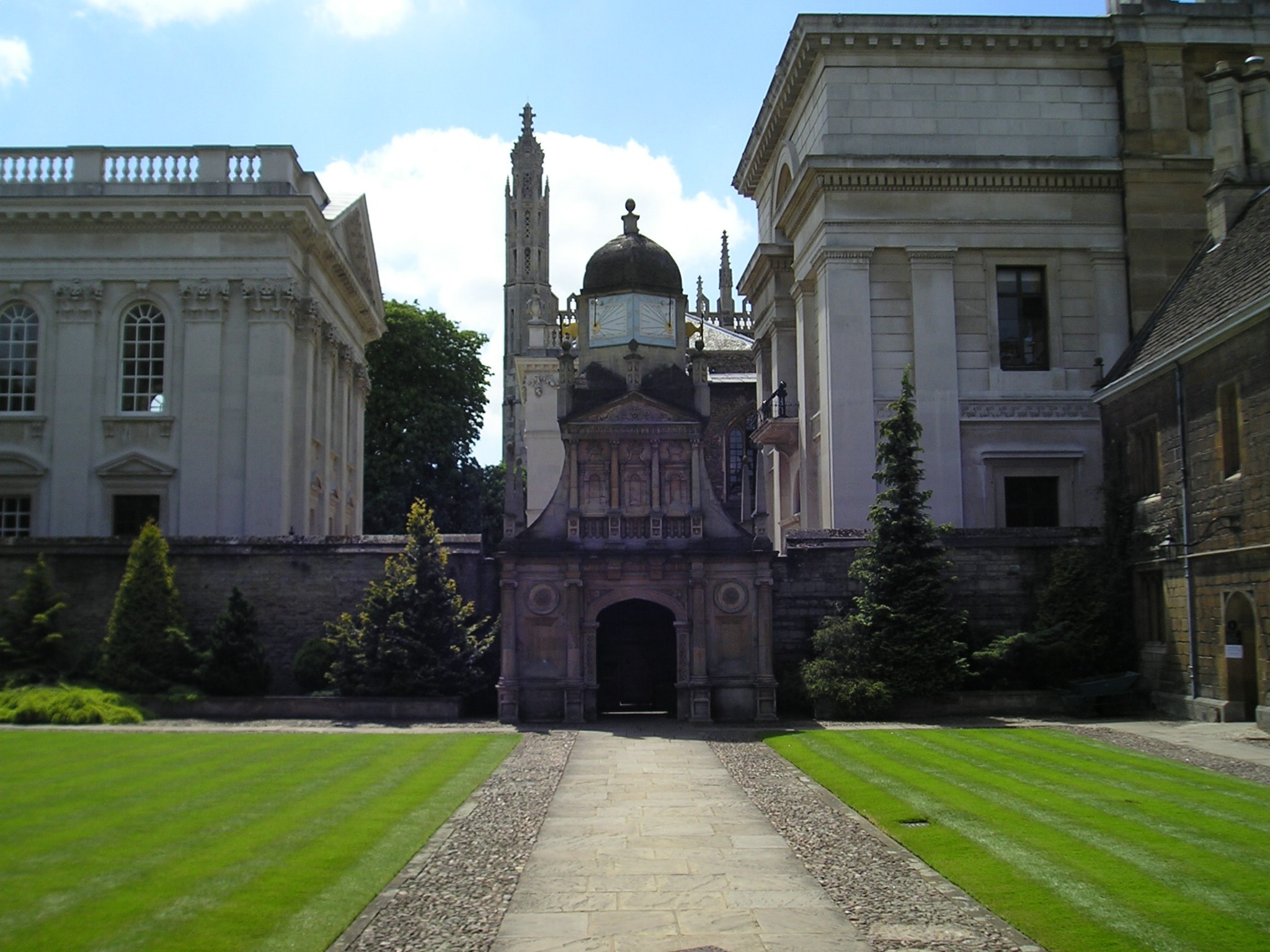
La porte d'honneur du Collège Gonville et Caius.

Il est admis comme étudiant à Cambridge au Gonville Hall fondé par Edmund Gonville en 1348. Il semble s'être d'abord surtout consacré à la théologie. Ayant obtenu son diplôme 1533, il visite l'Italie, où il est l'élève de Johannes Baptista Montanus et d'André Vésale à Padoue. C'est dans cette ville qu'il obtient, en 1541 son diplôme de médecine. À partir de 1543 il voyage en Italie en Allemagne et en France avant de regagner l'Angleterre.

## Sa carrière
il est médecin à Londres en 1547, et est admis au sein du Collège Royal des Médecins (Royal College of Physicians) dont il assurera la présidence durant de nombreuses années. Il fut le médecin du roi Édouard VI et des reines Marie et Élisabeth.
On lui doit un important travail d'observation clinique de la suette anglaise, une maladie infectieuse mystérieuse qui sévit sous forme d'épidémies durant la Renaissance. Caius fut un témoin privilégié de la dernière épidémie, en 1551.
En 1557, alors qu'il était médecin de la reine Marie, il agrandit son ancien collège et change son nom « Gonville Hall », en « Gonville and Caius College ». Il attribua au nouvel édifice des dépendances importantes, ajoutant notamment une nouvelle cour pour la somme de  1 834 livres. Il accepte la direction de ce collège le 24 janvier 1558 à la mort du Dr Bacon, et restera à sa tête jusqu'au dernier mois avant son propre décès, en juin 1573. Il abandonne alors la direction du collège au Dr Legge, un tuteur du Jesus College. Il meurt dans sa maison londonienne à St Bartholomew le 29 juillet 1573, mais son corps sera ramené à Cambridge, et enterré dans la chapelle sous le monument qu'il avait lui-même dessiné.
Le docteur Caius était un homme instruit, actif et généreux de son temps. En 1557 il élève à la Cathédrale Saint-Paul de Londres un monument à la mémoire de Linacre. En 1564 il obtient un financement pour que le collège de Gonville and Caius College puisse se procurer deux fois par an des cadavres de malfaiteurs pour les dissections. Il fut ainsi l'un pionnier de l'avancement des connaissances en anatomie. Il conçut et fut le promoteur du caducée d'argent maintenant en possession du Caius College et faisant partie de ses emblèmes. Il le donna d'abord au College des Médecins, puis en présenta un autre au Collège de Londres.
C'est lui, pense-t-on, qui inspira à Shakespeare le personnage du Dr Caius de la pièce Les Joyeuses Commères de Windsor.

## Œuvre
- Annales du Collège de 1555 à 1572 (Annals of the College from 1555 to 1572)
- Traductions en anglais de plusieurs œuvres de Galien, imprimées à l'étranger à diverses époques
- Les remèdes d'Hippocrate (Hippocrates de Medicamentis), découverts et publiés pour la première fois par le Docteur Caius
- De Ratsone Vicius (Londes, 1556, 8vo)
- La méthode de Mendet (De Mendeti Methodo) (Bâle, 1554; Londres, 1556, Svo)
- Compte rendu de la suette en Angleterre (Account of the Sweating Sickness in England) (Londres, 1556, 1721), (intitulé De Ephemera Britannica)
- Histoire de l'Université de Cambridge (History of the University of Cambridge) (Londres, 1568, 8vo; 1574, 4to, en latin)
- Les thermes de Grande-Bretagne (De Thermis Britannicis) : il n'est pas certain que ce travail ait jamais été imprimé.
- Plantes et animaux rares (Of Some Rare Plants and Animals) (Londres, 1570)
- Les chiens de Grande-Bretagne (De Canibus Britannicis) (1570, 1729)
- La prononciation des langues grecque et latine (De Pronunciatione Graecae et Latinae Linguae) (Londres, 1574)
- Livres remarquables (De Libris propriis) (Londres, 1570).

Il fut en outre l'auteur de nombreux autres travaux qui ne furent jamais imprimés.

## Sources
- (en) Cet article est partiellement ou en totalité issu de l’article de Wikipédia en anglais intitulé « John Caius » (voir la liste des auteurs).
- (en) « John Caius », dans Encyclopædia Britannica [détail de l’édition], 1911 (lire sur Wikisource).